# Slottet i Loches

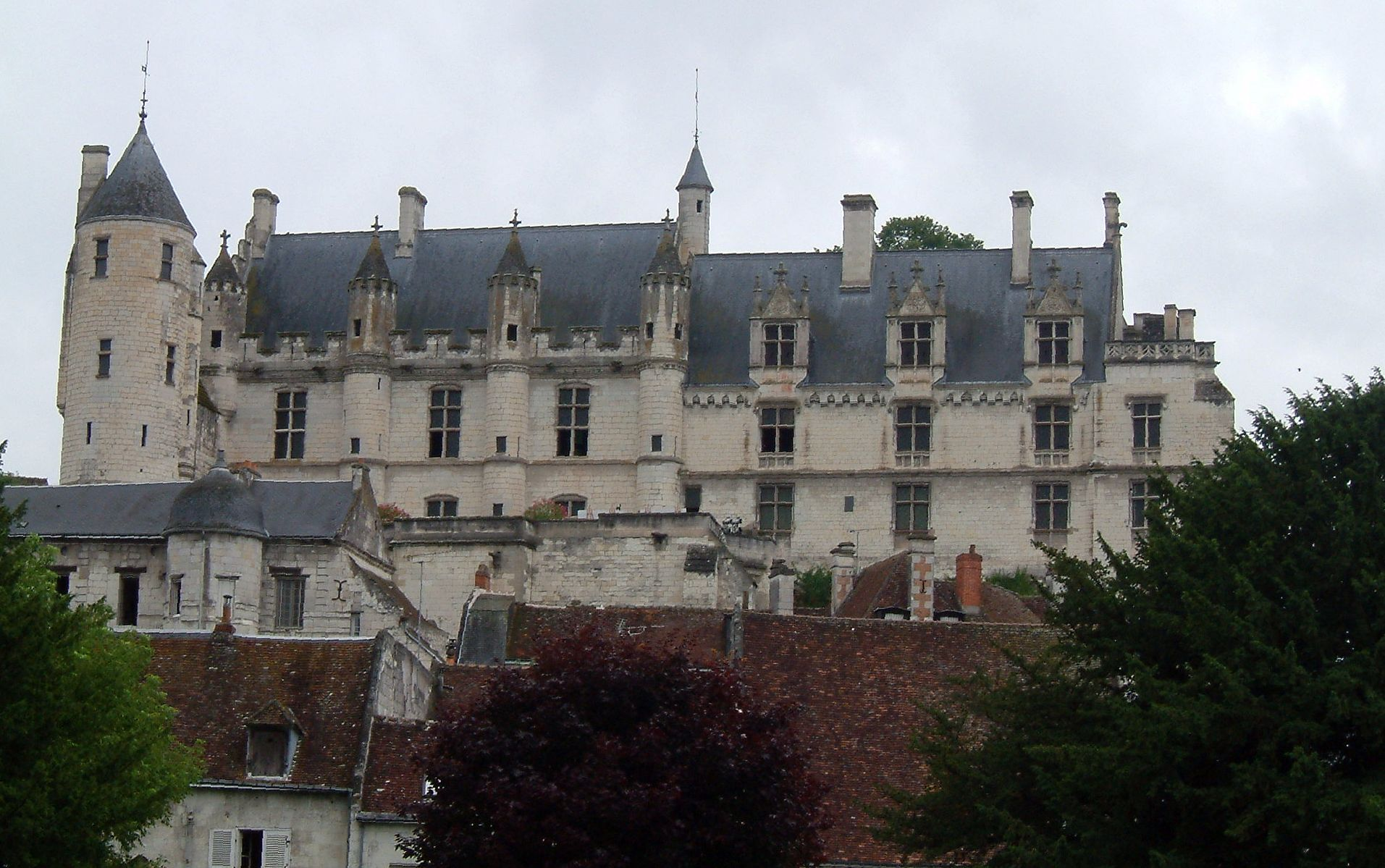
Slottet i Loches.

Slottet i Loches (franska: Château de Loches) ligger i departementet Indre-et-Loire i Loiredalen i Frankrike. Det byggdes på 800-talet, omkring  500 meter ovanför floden Indre och det stora slottet, som är berömt för sitt massiva slottstorn, dominerar staden Loches.
Slottet hade stor betydelse under de ständiga motsättningarna mellan grevarna av Blois-Chartres och Anjou i början av 900-talet. Gottfrid I av Anjou byggde en ny kyrka som stod klar 987. Det 36 meter höga slottstornet byggdes mellan 1013 och 1035 av hans son, greve Fulko III av Anjou och är ett av de mest berömda byggnadsverken från den normandiska perioden.
Slottet innehades och beboddes av Henrik II av England och hans son Rikard Lejonhjärta på 1100-talet. Det stod emot attackerna från Filip II August i kriget om vem som skulle få kontroll över Frankrike. Slutligen intogs det av Filip II 1205. Hans byggnadsarbeten gjorde omedelbart om slottet till en militär fästning.
Slottet blev favoritresidens för Karl VII som överlät det på sin älskarinna Agnès Sorel. Hans son, Ludvig XI gjorde 1461 om det till statsfängelse. Han hade växt upp på slottet men föredrog Amboise.
Under den Amerikanska revolutionen finansierade Frankrike och krigade på amerikanernas sida. Ludvig XVI använde under den tiden slottet som fängelse för tillfångatagna engelsmän. Slottet var statsfängelse fram till 1801 och därefter departementsfängelse fram till 1926.
Vid tiden för Franska revolutionen förstördes slottet svårt. En del restaureringsarbeten började 1806, men det finns fortfarande en del ruiner kvar. Det ägs av kommunen Loches som håller den intilliggande antika kyrkan, Saint-Ours, öppen för allmänheten.